# Temporada 2014-2015 de l'EC Granollers
L'Esport Club Granollers arxiva un periple de 9 anys per les categories regionals i recupera la Tercera Divisió després de quedar subcampió de grup i guanyar amb solvència al FC Santboià en els dos partits de promoció. Malgrat la gesta, la junta directiva comunica a l'entrenador Raül Matito el seu final d'etapa, tot just tres dies després de l'eliminatòria. L'equip acaba la lliga imbatut a casa però cedint força punts, incloent una ratxa rècord de 6 empats consecutius.

## Fets destacats
2014
- 23 de novembre: victòria per 7 a 0 davant el CD Montcada amb hat-trick de Diego Novo en només 18 minuts, superant en 3 minuts el que va aconseguir Rubén Soler en el darrer partit de la temporada 2000-2001.

2015
- 1 de febrer: Àlex Gil firma tots els 4 gols davant la UA Horta en només 30 minuts.
- 17 de juny: Albert García, provinent de la UE Avià, es converteix en el nou entrenador del primer equip.[2][4]

## Plantilla
| Núm. | Pos. |           | Jugador                           | Procedència              | Temporada |
| ---- | ---- | --------- | --------------------------------- | ------------------------ | --------- |
|      | POR  | Catalunya | Joan Antoni Cañadas Pesquera      | CE Manresa               | 2013-2014 |
|      | POR  | Catalunya | Alejandro Fuentes Mendoza         | FC Cardedeu              | 2013-2014 |
|      | POR  | Catalunya | Adrià Aliaga Gómez                | FC Sant Cugat Esport     | 2014-2015 |
|      | DEF  | Catalunya | David Charcos Gastón              | Palamós CF               | 2010-2011 |
|      | DEF  | Catalunya | Roger Bellavista Fortuny          | UE Vic                   | 2010-2011 |
|      | DEF  | Catalunya | Aleix Pinadella Bernabéu          | CF Badalona juvenil      | 2010-2011 |
|      | DEF  | Catalunya | David Durán Fuentes               | CF Ripollet              | 2013-2014 |
|      | DEF  | Catalunya | Gerard Font López                 | CF Damm                  | 2013-2014 |
|      | DEF  | Catalunya | Sergi Valls Buiza                 | Palamós CF               | 2013-2014 |
|      | DEF  | Catalunya | Mario Martín Flores               | CF Mollet UE             | 2014-2015 |
|      | DEF  | Catalunya | Aleix Béjar Torruella             | UE Vic                   | 2014-2015 |
|      | MIG  | Catalunya | Oriol Vila Martí                  | UE Vilassar de Mar       | 2008-2009 |
|      | MIG  | Catalunya | Àlex Gil Salas                    | CF Mollet UE             | 2013-2014 |
|      | MIG  | Catalunya | Lars Carrillo Angrill             | juvenil                  | 2013-2014 |
|      | MIG  | Catalunya | Ramon Suárez Ibáñez               | CF Mollet UE             | 2014-2015 |
|      | MIG  | Catalunya | Òscar Almendros Burruecos         | CE Farners               | 2014-2015 |
|      | MIG  | Catalunya | Jaume Oms Sanuy                   | CE Sant Celoni           | 2014-2015 |
|      | MIG  | Catalunya | Jaume Mañosa Ventura              | CE Júpiter               | 2014-2015 |
|      | MIG  | Catalunya | Àlex Fajardo Marín                | CE Farners               | 2014-2015 |
|      | MIG  | Catalunya | Roger Valdés Martín               | FC Sant Cugat Esport     | 2014-2015 |
|      | MIG  | Catalunya | Héctor Miguel Páez                | CD Masnou                | 2014-2015 |
|      | MIG  | Catalunya | Marc Vilà Carreras                | CF Peralada              | 2014-2015 |
|      | DAV  | Catalunya | Eduard Cosme Bruy                 | CP San Cristóbal         | 2011-2012 |
|      | DAV  | Catalunya | Diego Novo Bruña                  | CF Mollet UE             | 2013-2014 |
|      | DAV  | Catalunya | Gabriel Santiago Fernández 'Babi' | CD Marianao Poblet       | 2014-2015 |
|      | DAV  | Catalunya | Rubén Casanova Dorado             | EE Guineueta             | 2014-2015 |
|      | DAV  | Catalunya | David Fernández García 'Peque'    | Cerdanyola del Vallès FC | 2014-2015 |
|      | DAV  | Catalunya | Carles Balcells Méndez            | juvenil                  | 2014-2015 |
|      | DAV  | Catalunya | Juan Luis Estévez Ubieto 'Juanlu' | FC Martinenc             | 2014-2015 |
|      | DAV  | Catalunya | Sergi Estrada Domínguez           | CE Mercadal              | 2014-2015 |
|      | DAV  | Catalunya | David Bauli Palacios              | CF Vilanova              | 2014-2015 |

Altres jugadors utilitzats a la pretemporada: Oriol Anglada Paituví 'Paitu' (Girona juvenil), Joan Guillamat Ribó i David Villegas Fígols (CE Premià Juvenil Nacional). 

Llegenda:  ·   Capità  ·   Juvenil  ·   Lesionat  ·   Altes  ·   Passaport europeu  ·   Extracomunitari  ·   Extracomunitari sense restricció
| Baixes 2013-2014                  | Destinació                    |
| Joan Muñoz Oliver                 | CD Carmelo                    |
| Mamadou Diakhite Danfakha         | FC Cardedeu                   |
| Cristian Guerrero Aranda          | UE San Juan - At. de Montcada |
| David Matito Pérez                | UD Molletense                 |
| Alejandro Serrano García 'Jandro' | AEC Manlleu                   |
| Ivan García Rodríguez             | CE Farners                    |
| Oriol 'Uri' Sala Hernández        | UE Breda                      |
| Marc Masip Montaner               | CF Montañesa                  |

| Baixes 2014-2015                  | Destinació             |
| Josep Mera Olivera                | CE Llerona             |
| Martí Mas Pérez                   | CE Llerona             |
| Àlex Tirado Mateu                 | CE Llerona             |
| David Cabezuelo Baroja 'Cabe'     | CE Llerona             |
| David Villegas Fígols             | CE Premià → CE Llerona |
| Oriol Anglada Paituví 'Paitu'     | FC Cardedeu            |
| Gabriel Santiago Fernández 'Babi' | UE Sant Joan Despí     |
| Jaume Oms Sanuy                   |                        |
| Roger Valdés Martín               | CE Europa B            |
| Lars Carrillo Angrill             | CE Llerona             |
| Rubén Casanova Dorado             | EE Guineueta           |

| Jornades | 01 | 02 | 03 | 04 | 05 | 06 | 07 | 08 | 09 | 10 | 11 | 12 | 13 | 14 | 15 | 16 | 17 | 18 | 19 | 20 | 21 | 22 | 23 | 24 | 25 | 26 | 27 | 28 | 29 | 30 | 31 | 32 | 33 | 34 | A1 | A2 | Sumatoris       | PJ              | GM | GE | TG  | TV |
| --- | --- | --- | --- | --- | --- | --- | --- | --- | --- | --- | --- | --- | --- | --- | --- | --- | --- | --- | --- | --- | --- | --- | --- | --- | --- | --- | --- | --- | --- | --- | --- | --- | --- | --- | --- | --- | --------------- | --------------- | -- | -- | --- | -- |
| Edu Cosme | S | S | T | T | T | T | S | T | T | S | | T | T | T | T | T | S | T | T | T | E | T | | T | S | | T | T | T | T | T | T | T | | T | T | Edu Cosme       | 30              | 3  |    | 14  | 1  |
| Mario | T | T | T | T | T | T | E | T | | T | T | T | T | T | T | T | T | T | T | T | T | T | S | | | | E | T | T | T | T | | | T | T | | Mario           | 28              | 3  |    | 10  |    |
| Almendros | S | E | S | T | S | S | T | S | S | S | S | S | S | T | S | T | T | T | S | S | | | | | | | E | T | T | T | S | S | S | E | S | E | Almendros       | 28              | 2  |    | 6   |    |
| Durán | T | T | T | | T | T | T | T | T | | | T | T | S | T | T | | T | T | | | T | | T | T | T | T | E | S | T | T | S | T | T | T | T | Durán           | 27              | 1  |    | 8   | 1  |
| Diego Novo | | E | E | T | S | T | S | S | S | S | T | S | T | T | S | S | T | E | T | S | S | S | S | | S | S | | E | | S | | | | | | | Diego Novo      | 26              | 7  |    | 5   |    |
| Fajardo | E | E | | E | E | E | T | E | E | S | S | T | | T | E | S | T | S | E | E | S | E | S | S | E | S | | | E | | | | | T | | E | Fajardo         | 26              | 3  |    | 2   |    |
| Oriol Vila | S | S | T | S | S | S | S | T | S | T | E | | E | S | E | S | | S | | | | | E | E | | E | E | | S | S | T | S | T | | S | S | Oriol Vila      | 25              | 6  |    | 10  | 1  |
| Sergi Valls | T | T | | E | T | T | T | E | T | T | S | E | E | E | T | | S | | E | | | | E | | E | T | E | | | T | E | S | S | T | | T | Sergi Valls     | 25              | 1  |    | 6   | 1  |
| Mañosa | E | E | E | S | E | ES | | | E | E | T | T | T | | | | | E | T | T | T | S | T | T | T | | S | S | E | | | E | E | T | E | | Mañosa          | 25              | 1  |    | 4   | 1  |
| Cañadas | T | T | T | T | T | T | T | T | T | T | T | T | T | T | T | T | T | T | T | T | S | | | | | | | | | T | T | T | T | | T | T | Cañadas         | 25              |    | 25 | 2   |    |
| Àlex Gil | | | E | E | S | S | | E | S | | T | S | S | T | S | S | S | T | S | S | | | | | | | S | S | T | T | S | T | S | | T | S | Àlex Gil        | 23              | 12 |    | 5   |    |
| Peque | S | S | S | S | S | S | S | S | | | | | | | E | E | E | | S | S | S | | | E | | S | T | S | S | | S | E | E | T | T | S | Peque           | 23              | 2  |    | 3   | 1  |
| Suárez | T | T | T | S | | | | | | | | | | | | E | | T | E | T | T | T | T | T | T | T | S | T | | S | T | T | S | E | S | T | Suárez          | 21              | 1  |    | 8   |    |
| Font | | | | | | | E | | E | T | T | T | | T | T | T | T | T | S | E | T | E | T | S | T | | | E | | | T | T | T | | S | T | Font            | 21              |    |    | 7   | 1  |
| Aleix Béjar | T | T | T | T | T | T | T | T | T | | | | T | | E | | E | | | T | | S | | | | T | T | S | T | | | | | T | | | Aleix Béjar     | 19              | 1  |    | 10  | 1  |
| Héctor | | | | | | E | E | T | T | T | T | | | | S | T | T | T | S | T | | T | T | T | T | T | | T | | | | | | | E | S | Héctor          | 18              |    |    | 5   |    |
| Rubén | T | S | S | S | | | | | | E | E | E | S | E | E | E | E | | E | E | E | E | | | | | | | | | | | | | | | Rubén           | 16              | 1  |    | 5   |    |
| Pinadella | | | | | | | S | E | S | T | S | S | T | T | S | E | T | | | | T | T | T | | S | | | | | | | | | | | | Pinadella       | 15              |    |    | 5   |    |
| Juanlu | | | | | | | | | | | | | | | | | | | | E | T | T | T | T | E | E | S | S | T | T | S | S | S | | S | S | Juanlu          | 14              | 4  |    | 5   |    |
| Bellavista | | | | | | E | | | | | | | | | | | | | E | | T | | T | S | | T | T | | | E | E | T | T | S | E | E | Bellavista      | 12              | 1  |    | 2   |    |
| Lars | E | E | E | | E | E | | | E | E | E | E | E | | | | | | | | E | | | | | | | | | | | | | | | | Lars            | 11              | 1  |    | 2   |    |
| Estrada | | | | | | | | | | | | | | | | | | | | | | | E | T | S | E | E | E | E | | | E | E | T | | | Estrada         | 10              | 2  |    |     |    |
| Marc Vilà | | | | | | | | | | | | | | | | | | | | | | | | E | T | S | S | E | S | E | E | E | E | | E | E | Marc Vilà       | 10              |    |    | 5   |    |
| Bauli | | | | | | | | | | | | | | | | | | | | | | | | | E | E | | | E | E | E | E | E | S | E | E | Bauli           | 8               | 2  |    | 2   |    |
| Fuentes | | | | | | | | | | | | | | | | | | | | | E | T | T | T | S | | T | T | T | | | | | | | | Fuentes         | 8               |    | 6  | 1   |    |
| Babi | E | S | S | E | E | | E | S | | | | | | | | | | | | | | | | | | | | | | | | | | | | | Babi            | 7               | 2  |    |     |    |
| Aliaga | | | | | | | | | | | | | | | | | | | | | | | | | E | T | | | | | | | | T | | | Aliaga          | 3               |    | 5  |     |    |
| Oms | | | | E | E | | E | | | | | | | | | | | | | | | | | | | | | | | | | | | | | | Oms             | 3               |    |    | 1   |    |
| Roger Valdés | | | | | | | | | E | E | E | | | | | | | | | | | | | | | | | | | | | | | | | | Roger Valdés    | 3               |    |    |     |    |
| Balcells | | | | | | | | | | | | E | | | | | | | | | | | | | | | | | | | | | | | | | Balcells        | 1               | 1  |    |     |    |
| Charcos | | | | | | | | | | | | | | | | | | | | | | | | | | | | | | | | | | | | | Charcos         | -               |    |    |     |    |
| T:titular, S:surt, E:entra, ES:entra i surt, PJ:partits jugats, GM:gols marcats, GE:gols encaixats, TG:targetes grogues, TV:targetes vermelles \| groga \| groga + groga \| groga + vermella \| vermella \| sanció \| lesió \| baixa \| | T:titular, S:surt, E:entra, ES:entra i surt, PJ:partits jugats, GM:gols marcats, GE:gols encaixats, TG:targetes grogues, TV:targetes vermelles \| groga \| groga + groga \| groga + vermella \| vermella \| sanció \| lesió \| baixa \| | T:titular, S:surt, E:entra, ES:entra i surt, PJ:partits jugats, GM:gols marcats, GE:gols encaixats, TG:targetes grogues, TV:targetes vermelles \| groga \| groga + groga \| groga + vermella \| vermella \| sanció \| lesió \| baixa \| | T:titular, S:surt, E:entra, ES:entra i surt, PJ:partits jugats, GM:gols marcats, GE:gols encaixats, TG:targetes grogues, TV:targetes vermelles \| groga \| groga + groga \| groga + vermella \| vermella \| sanció \| lesió \| baixa \| | T:titular, S:surt, E:entra, ES:entra i surt, PJ:partits jugats, GM:gols marcats, GE:gols encaixats, TG:targetes grogues, TV:targetes vermelles \| groga \| groga + groga \| groga + vermella \| vermella \| sanció \| lesió \| baixa \| | T:titular, S:surt, E:entra, ES:entra i surt, PJ:partits jugats, GM:gols marcats, GE:gols encaixats, TG:targetes grogues, TV:targetes vermelles \| groga \| groga + groga \| groga + vermella \| vermella \| sanció \| lesió \| baixa \| | T:titular, S:surt, E:entra, ES:entra i surt, PJ:partits jugats, GM:gols marcats, GE:gols encaixats, TG:targetes grogues, TV:targetes vermelles \| groga \| groga + groga \| groga + vermella \| vermella \| sanció \| lesió \| baixa \| | T:titular, S:surt, E:entra, ES:entra i surt, PJ:partits jugats, GM:gols marcats, GE:gols encaixats, TG:targetes grogues, TV:targetes vermelles \| groga \| groga + groga \| groga + vermella \| vermella \| sanció \| lesió \| baixa \| | T:titular, S:surt, E:entra, ES:entra i surt, PJ:partits jugats, GM:gols marcats, GE:gols encaixats, TG:targetes grogues, TV:targetes vermelles \| groga \| groga + groga \| groga + vermella \| vermella \| sanció \| lesió \| baixa \| | T:titular, S:surt, E:entra, ES:entra i surt, PJ:partits jugats, GM:gols marcats, GE:gols encaixats, TG:targetes grogues, TV:targetes vermelles \| groga \| groga + groga \| groga + vermella \| vermella \| sanció \| lesió \| baixa \| | T:titular, S:surt, E:entra, ES:entra i surt, PJ:partits jugats, GM:gols marcats, GE:gols encaixats, TG:targetes grogues, TV:targetes vermelles \| groga \| groga + groga \| groga + vermella \| vermella \| sanció \| lesió \| baixa \| | T:titular, S:surt, E:entra, ES:entra i surt, PJ:partits jugats, GM:gols marcats, GE:gols encaixats, TG:targetes grogues, TV:targetes vermelles \| groga \| groga + groga \| groga + vermella \| vermella \| sanció \| lesió \| baixa \| | T:titular, S:surt, E:entra, ES:entra i surt, PJ:partits jugats, GM:gols marcats, GE:gols encaixats, TG:targetes grogues, TV:targetes vermelles \| groga \| groga + groga \| groga + vermella \| vermella \| sanció \| lesió \| baixa \| | T:titular, S:surt, E:entra, ES:entra i surt, PJ:partits jugats, GM:gols marcats, GE:gols encaixats, TG:targetes grogues, TV:targetes vermelles \| groga \| groga + groga \| groga + vermella \| vermella \| sanció \| lesió \| baixa \| | T:titular, S:surt, E:entra, ES:entra i surt, PJ:partits jugats, GM:gols marcats, GE:gols encaixats, TG:targetes grogues, TV:targetes vermelles \| groga \| groga + groga \| groga + vermella \| vermella \| sanció \| lesió \| baixa \| | T:titular, S:surt, E:entra, ES:entra i surt, PJ:partits jugats, GM:gols marcats, GE:gols encaixats, TG:targetes grogues, TV:targetes vermelles \| groga \| groga + groga \| groga + vermella \| vermella \| sanció \| lesió \| baixa \| | T:titular, S:surt, E:entra, ES:entra i surt, PJ:partits jugats, GM:gols marcats, GE:gols encaixats, TG:targetes grogues, TV:targetes vermelles \| groga \| groga + groga \| groga + vermella \| vermella \| sanció \| lesió \| baixa \| | T:titular, S:surt, E:entra, ES:entra i surt, PJ:partits jugats, GM:gols marcats, GE:gols encaixats, TG:targetes grogues, TV:targetes vermelles \| groga \| groga + groga \| groga + vermella \| vermella \| sanció \| lesió \| baixa \| | T:titular, S:surt, E:entra, ES:entra i surt, PJ:partits jugats, GM:gols marcats, GE:gols encaixats, TG:targetes grogues, TV:targetes vermelles \| groga \| groga + groga \| groga + vermella \| vermella \| sanció \| lesió \| baixa \| | T:titular, S:surt, E:entra, ES:entra i surt, PJ:partits jugats, GM:gols marcats, GE:gols encaixats, TG:targetes grogues, TV:targetes vermelles \| groga \| groga + groga \| groga + vermella \| vermella \| sanció \| lesió \| baixa \| | T:titular, S:surt, E:entra, ES:entra i surt, PJ:partits jugats, GM:gols marcats, GE:gols encaixats, TG:targetes grogues, TV:targetes vermelles \| groga \| groga + groga \| groga + vermella \| vermella \| sanció \| lesió \| baixa \| | T:titular, S:surt, E:entra, ES:entra i surt, PJ:partits jugats, GM:gols marcats, GE:gols encaixats, TG:targetes grogues, TV:targetes vermelles \| groga \| groga + groga \| groga + vermella \| vermella \| sanció \| lesió \| baixa \| | T:titular, S:surt, E:entra, ES:entra i surt, PJ:partits jugats, GM:gols marcats, GE:gols encaixats, TG:targetes grogues, TV:targetes vermelles \| groga \| groga + groga \| groga + vermella \| vermella \| sanció \| lesió \| baixa \| | T:titular, S:surt, E:entra, ES:entra i surt, PJ:partits jugats, GM:gols marcats, GE:gols encaixats, TG:targetes grogues, TV:targetes vermelles \| groga \| groga + groga \| groga + vermella \| vermella \| sanció \| lesió \| baixa \| | T:titular, S:surt, E:entra, ES:entra i surt, PJ:partits jugats, GM:gols marcats, GE:gols encaixats, TG:targetes grogues, TV:targetes vermelles \| groga \| groga + groga \| groga + vermella \| vermella \| sanció \| lesió \| baixa \| | T:titular, S:surt, E:entra, ES:entra i surt, PJ:partits jugats, GM:gols marcats, GE:gols encaixats, TG:targetes grogues, TV:targetes vermelles \| groga \| groga + groga \| groga + vermella \| vermella \| sanció \| lesió \| baixa \| | T:titular, S:surt, E:entra, ES:entra i surt, PJ:partits jugats, GM:gols marcats, GE:gols encaixats, TG:targetes grogues, TV:targetes vermelles \| groga \| groga + groga \| groga + vermella \| vermella \| sanció \| lesió \| baixa \| | T:titular, S:surt, E:entra, ES:entra i surt, PJ:partits jugats, GM:gols marcats, GE:gols encaixats, TG:targetes grogues, TV:targetes vermelles \| groga \| groga + groga \| groga + vermella \| vermella \| sanció \| lesió \| baixa \| | T:titular, S:surt, E:entra, ES:entra i surt, PJ:partits jugats, GM:gols marcats, GE:gols encaixats, TG:targetes grogues, TV:targetes vermelles \| groga \| groga + groga \| groga + vermella \| vermella \| sanció \| lesió \| baixa \| | T:titular, S:surt, E:entra, ES:entra i surt, PJ:partits jugats, GM:gols marcats, GE:gols encaixats, TG:targetes grogues, TV:targetes vermelles \| groga \| groga + groga \| groga + vermella \| vermella \| sanció \| lesió \| baixa \| | T:titular, S:surt, E:entra, ES:entra i surt, PJ:partits jugats, GM:gols marcats, GE:gols encaixats, TG:targetes grogues, TV:targetes vermelles \| groga \| groga + groga \| groga + vermella \| vermella \| sanció \| lesió \| baixa \| | T:titular, S:surt, E:entra, ES:entra i surt, PJ:partits jugats, GM:gols marcats, GE:gols encaixats, TG:targetes grogues, TV:targetes vermelles \| groga \| groga + groga \| groga + vermella \| vermella \| sanció \| lesió \| baixa \| | T:titular, S:surt, E:entra, ES:entra i surt, PJ:partits jugats, GM:gols marcats, GE:gols encaixats, TG:targetes grogues, TV:targetes vermelles \| groga \| groga + groga \| groga + vermella \| vermella \| sanció \| lesió \| baixa \| | T:titular, S:surt, E:entra, ES:entra i surt, PJ:partits jugats, GM:gols marcats, GE:gols encaixats, TG:targetes grogues, TV:targetes vermelles \| groga \| groga + groga \| groga + vermella \| vermella \| sanció \| lesió \| baixa \| | T:titular, S:surt, E:entra, ES:entra i surt, PJ:partits jugats, GM:gols marcats, GE:gols encaixats, TG:targetes grogues, TV:targetes vermelles \| groga \| groga + groga \| groga + vermella \| vermella \| sanció \| lesió \| baixa \| | T:titular, S:surt, E:entra, ES:entra i surt, PJ:partits jugats, GM:gols marcats, GE:gols encaixats, TG:targetes grogues, TV:targetes vermelles \| groga \| groga + groga \| groga + vermella \| vermella \| sanció \| lesió \| baixa \| | T:titular, S:surt, E:entra, ES:entra i surt, PJ:partits jugats, GM:gols marcats, GE:gols encaixats, TG:targetes grogues, TV:targetes vermelles \| groga \| groga + groga \| groga + vermella \| vermella \| sanció \| lesió \| baixa \| | En pròpia porta | En pròpia porta | 1  | 2  |     |    |
| T:titular, S:surt, E:entra, ES:entra i surt, PJ:partits jugats, GM:gols marcats, GE:gols encaixats, TG:targetes grogues, TV:targetes vermelles \| groga \| groga + groga \| groga + vermella \| vermella \| sanció \| lesió \| baixa \| | T:titular, S:surt, E:entra, ES:entra i surt, PJ:partits jugats, GM:gols marcats, GE:gols encaixats, TG:targetes grogues, TV:targetes vermelles \| groga \| groga + groga \| groga + vermella \| vermella \| sanció \| lesió \| baixa \| | T:titular, S:surt, E:entra, ES:entra i surt, PJ:partits jugats, GM:gols marcats, GE:gols encaixats, TG:targetes grogues, TV:targetes vermelles \| groga \| groga + groga \| groga + vermella \| vermella \| sanció \| lesió \| baixa \| | T:titular, S:surt, E:entra, ES:entra i surt, PJ:partits jugats, GM:gols marcats, GE:gols encaixats, TG:targetes grogues, TV:targetes vermelles \| groga \| groga + groga \| groga + vermella \| vermella \| sanció \| lesió \| baixa \| | T:titular, S:surt, E:entra, ES:entra i surt, PJ:partits jugats, GM:gols marcats, GE:gols encaixats, TG:targetes grogues, TV:targetes vermelles \| groga \| groga + groga \| groga + vermella \| vermella \| sanció \| lesió \| baixa \| | T:titular, S:surt, E:entra, ES:entra i surt, PJ:partits jugats, GM:gols marcats, GE:gols encaixats, TG:targetes grogues, TV:targetes vermelles \| groga \| groga + groga \| groga + vermella \| vermella \| sanció \| lesió \| baixa \| | T:titular, S:surt, E:entra, ES:entra i surt, PJ:partits jugats, GM:gols marcats, GE:gols encaixats, TG:targetes grogues, TV:targetes vermelles \| groga \| groga + groga \| groga + vermella \| vermella \| sanció \| lesió \| baixa \| | T:titular, S:surt, E:entra, ES:entra i surt, PJ:partits jugats, GM:gols marcats, GE:gols encaixats, TG:targetes grogues, TV:targetes vermelles \| groga \| groga + groga \| groga + vermella \| vermella \| sanció \| lesió \| baixa \| | T:titular, S:surt, E:entra, ES:entra i surt, PJ:partits jugats, GM:gols marcats, GE:gols encaixats, TG:targetes grogues, TV:targetes vermelles \| groga \| groga + groga \| groga + vermella \| vermella \| sanció \| lesió \| baixa \| | T:titular, S:surt, E:entra, ES:entra i surt, PJ:partits jugats, GM:gols marcats, GE:gols encaixats, TG:targetes grogues, TV:targetes vermelles \| groga \| groga + groga \| groga + vermella \| vermella \| sanció \| lesió \| baixa \| | T:titular, S:surt, E:entra, ES:entra i surt, PJ:partits jugats, GM:gols marcats, GE:gols encaixats, TG:targetes grogues, TV:targetes vermelles \| groga \| groga + groga \| groga + vermella \| vermella \| sanció \| lesió \| baixa \| | T:titular, S:surt, E:entra, ES:entra i surt, PJ:partits jugats, GM:gols marcats, GE:gols encaixats, TG:targetes grogues, TV:targetes vermelles \| groga \| groga + groga \| groga + vermella \| vermella \| sanció \| lesió \| baixa \| | T:titular, S:surt, E:entra, ES:entra i surt, PJ:partits jugats, GM:gols marcats, GE:gols encaixats, TG:targetes grogues, TV:targetes vermelles \| groga \| groga + groga \| groga + vermella \| vermella \| sanció \| lesió \| baixa \| | T:titular, S:surt, E:entra, ES:entra i surt, PJ:partits jugats, GM:gols marcats, GE:gols encaixats, TG:targetes grogues, TV:targetes vermelles \| groga \| groga + groga \| groga + vermella \| vermella \| sanció \| lesió \| baixa \| | T:titular, S:surt, E:entra, ES:entra i surt, PJ:partits jugats, GM:gols marcats, GE:gols encaixats, TG:targetes grogues, TV:targetes vermelles \| groga \| groga + groga \| groga + vermella \| vermella \| sanció \| lesió \| baixa \| | T:titular, S:surt, E:entra, ES:entra i surt, PJ:partits jugats, GM:gols marcats, GE:gols encaixats, TG:targetes grogues, TV:targetes vermelles \| groga \| groga + groga \| groga + vermella \| vermella \| sanció \| lesió \| baixa \| | T:titular, S:surt, E:entra, ES:entra i surt, PJ:partits jugats, GM:gols marcats, GE:gols encaixats, TG:targetes grogues, TV:targetes vermelles \| groga \| groga + groga \| groga + vermella \| vermella \| sanció \| lesió \| baixa \| | T:titular, S:surt, E:entra, ES:entra i surt, PJ:partits jugats, GM:gols marcats, GE:gols encaixats, TG:targetes grogues, TV:targetes vermelles \| groga \| groga + groga \| groga + vermella \| vermella \| sanció \| lesió \| baixa \| | T:titular, S:surt, E:entra, ES:entra i surt, PJ:partits jugats, GM:gols marcats, GE:gols encaixats, TG:targetes grogues, TV:targetes vermelles \| groga \| groga + groga \| groga + vermella \| vermella \| sanció \| lesió \| baixa \| | T:titular, S:surt, E:entra, ES:entra i surt, PJ:partits jugats, GM:gols marcats, GE:gols encaixats, TG:targetes grogues, TV:targetes vermelles \| groga \| groga + groga \| groga + vermella \| vermella \| sanció \| lesió \| baixa \| | T:titular, S:surt, E:entra, ES:entra i surt, PJ:partits jugats, GM:gols marcats, GE:gols encaixats, TG:targetes grogues, TV:targetes vermelles \| groga \| groga + groga \| groga + vermella \| vermella \| sanció \| lesió \| baixa \| | T:titular, S:surt, E:entra, ES:entra i surt, PJ:partits jugats, GM:gols marcats, GE:gols encaixats, TG:targetes grogues, TV:targetes vermelles \| groga \| groga + groga \| groga + vermella \| vermella \| sanció \| lesió \| baixa \| | T:titular, S:surt, E:entra, ES:entra i surt, PJ:partits jugats, GM:gols marcats, GE:gols encaixats, TG:targetes grogues, TV:targetes vermelles \| groga \| groga + groga \| groga + vermella \| vermella \| sanció \| lesió \| baixa \| | T:titular, S:surt, E:entra, ES:entra i surt, PJ:partits jugats, GM:gols marcats, GE:gols encaixats, TG:targetes grogues, TV:targetes vermelles \| groga \| groga + groga \| groga + vermella \| vermella \| sanció \| lesió \| baixa \| | T:titular, S:surt, E:entra, ES:entra i surt, PJ:partits jugats, GM:gols marcats, GE:gols encaixats, TG:targetes grogues, TV:targetes vermelles \| groga \| groga + groga \| groga + vermella \| vermella \| sanció \| lesió \| baixa \| | T:titular, S:surt, E:entra, ES:entra i surt, PJ:partits jugats, GM:gols marcats, GE:gols encaixats, TG:targetes grogues, TV:targetes vermelles \| groga \| groga + groga \| groga + vermella \| vermella \| sanció \| lesió \| baixa \| | T:titular, S:surt, E:entra, ES:entra i surt, PJ:partits jugats, GM:gols marcats, GE:gols encaixats, TG:targetes grogues, TV:targetes vermelles \| groga \| groga + groga \| groga + vermella \| vermella \| sanció \| lesió \| baixa \| | T:titular, S:surt, E:entra, ES:entra i surt, PJ:partits jugats, GM:gols marcats, GE:gols encaixats, TG:targetes grogues, TV:targetes vermelles \| groga \| groga + groga \| groga + vermella \| vermella \| sanció \| lesió \| baixa \| | T:titular, S:surt, E:entra, ES:entra i surt, PJ:partits jugats, GM:gols marcats, GE:gols encaixats, TG:targetes grogues, TV:targetes vermelles \| groga \| groga + groga \| groga + vermella \| vermella \| sanció \| lesió \| baixa \| | T:titular, S:surt, E:entra, ES:entra i surt, PJ:partits jugats, GM:gols marcats, GE:gols encaixats, TG:targetes grogues, TV:targetes vermelles \| groga \| groga + groga \| groga + vermella \| vermella \| sanció \| lesió \| baixa \| | T:titular, S:surt, E:entra, ES:entra i surt, PJ:partits jugats, GM:gols marcats, GE:gols encaixats, TG:targetes grogues, TV:targetes vermelles \| groga \| groga + groga \| groga + vermella \| vermella \| sanció \| lesió \| baixa \| | T:titular, S:surt, E:entra, ES:entra i surt, PJ:partits jugats, GM:gols marcats, GE:gols encaixats, TG:targetes grogues, TV:targetes vermelles \| groga \| groga + groga \| groga + vermella \| vermella \| sanció \| lesió \| baixa \| | T:titular, S:surt, E:entra, ES:entra i surt, PJ:partits jugats, GM:gols marcats, GE:gols encaixats, TG:targetes grogues, TV:targetes vermelles \| groga \| groga + groga \| groga + vermella \| vermella \| sanció \| lesió \| baixa \| | T:titular, S:surt, E:entra, ES:entra i surt, PJ:partits jugats, GM:gols marcats, GE:gols encaixats, TG:targetes grogues, TV:targetes vermelles \| groga \| groga + groga \| groga + vermella \| vermella \| sanció \| lesió \| baixa \| | T:titular, S:surt, E:entra, ES:entra i surt, PJ:partits jugats, GM:gols marcats, GE:gols encaixats, TG:targetes grogues, TV:targetes vermelles \| groga \| groga + groga \| groga + vermella \| vermella \| sanció \| lesió \| baixa \| | T:titular, S:surt, E:entra, ES:entra i surt, PJ:partits jugats, GM:gols marcats, GE:gols encaixats, TG:targetes grogues, TV:targetes vermelles \| groga \| groga + groga \| groga + vermella \| vermella \| sanció \| lesió \| baixa \| | T:titular, S:surt, E:entra, ES:entra i surt, PJ:partits jugats, GM:gols marcats, GE:gols encaixats, TG:targetes grogues, TV:targetes vermelles \| groga \| groga + groga \| groga + vermella \| vermella \| sanció \| lesió \| baixa \| | Per sanció      |                 |    |    |     |    |
| T:titular, S:surt, E:entra, ES:entra i surt, PJ:partits jugats, GM:gols marcats, GE:gols encaixats, TG:targetes grogues, TV:targetes vermelles \| groga \| groga + groga \| groga + vermella \| vermella \| sanció \| lesió \| baixa \| | T:titular, S:surt, E:entra, ES:entra i surt, PJ:partits jugats, GM:gols marcats, GE:gols encaixats, TG:targetes grogues, TV:targetes vermelles \| groga \| groga + groga \| groga + vermella \| vermella \| sanció \| lesió \| baixa \| | T:titular, S:surt, E:entra, ES:entra i surt, PJ:partits jugats, GM:gols marcats, GE:gols encaixats, TG:targetes grogues, TV:targetes vermelles \| groga \| groga + groga \| groga + vermella \| vermella \| sanció \| lesió \| baixa \| | T:titular, S:surt, E:entra, ES:entra i surt, PJ:partits jugats, GM:gols marcats, GE:gols encaixats, TG:targetes grogues, TV:targetes vermelles \| groga \| groga + groga \| groga + vermella \| vermella \| sanció \| lesió \| baixa \| | T:titular, S:surt, E:entra, ES:entra i surt, PJ:partits jugats, GM:gols marcats, GE:gols encaixats, TG:targetes grogues, TV:targetes vermelles \| groga \| groga + groga \| groga + vermella \| vermella \| sanció \| lesió \| baixa \| | T:titular, S:surt, E:entra, ES:entra i surt, PJ:partits jugats, GM:gols marcats, GE:gols encaixats, TG:targetes grogues, TV:targetes vermelles \| groga \| groga + groga \| groga + vermella \| vermella \| sanció \| lesió \| baixa \| | T:titular, S:surt, E:entra, ES:entra i surt, PJ:partits jugats, GM:gols marcats, GE:gols encaixats, TG:targetes grogues, TV:targetes vermelles \| groga \| groga + groga \| groga + vermella \| vermella \| sanció \| lesió \| baixa \| | T:titular, S:surt, E:entra, ES:entra i surt, PJ:partits jugats, GM:gols marcats, GE:gols encaixats, TG:targetes grogues, TV:targetes vermelles \| groga \| groga + groga \| groga + vermella \| vermella \| sanció \| lesió \| baixa \| | T:titular, S:surt, E:entra, ES:entra i surt, PJ:partits jugats, GM:gols marcats, GE:gols encaixats, TG:targetes grogues, TV:targetes vermelles \| groga \| groga + groga \| groga + vermella \| vermella \| sanció \| lesió \| baixa \| | T:titular, S:surt, E:entra, ES:entra i surt, PJ:partits jugats, GM:gols marcats, GE:gols encaixats, TG:targetes grogues, TV:targetes vermelles \| groga \| groga + groga \| groga + vermella \| vermella \| sanció \| lesió \| baixa \| | T:titular, S:surt, E:entra, ES:entra i surt, PJ:partits jugats, GM:gols marcats, GE:gols encaixats, TG:targetes grogues, TV:targetes vermelles \| groga \| groga + groga \| groga + vermella \| vermella \| sanció \| lesió \| baixa \| | T:titular, S:surt, E:entra, ES:entra i surt, PJ:partits jugats, GM:gols marcats, GE:gols encaixats, TG:targetes grogues, TV:targetes vermelles \| groga \| groga + groga \| groga + vermella \| vermella \| sanció \| lesió \| baixa \| | T:titular, S:surt, E:entra, ES:entra i surt, PJ:partits jugats, GM:gols marcats, GE:gols encaixats, TG:targetes grogues, TV:targetes vermelles \| groga \| groga + groga \| groga + vermella \| vermella \| sanció \| lesió \| baixa \| | T:titular, S:surt, E:entra, ES:entra i surt, PJ:partits jugats, GM:gols marcats, GE:gols encaixats, TG:targetes grogues, TV:targetes vermelles \| groga \| groga + groga \| groga + vermella \| vermella \| sanció \| lesió \| baixa \| | T:titular, S:surt, E:entra, ES:entra i surt, PJ:partits jugats, GM:gols marcats, GE:gols encaixats, TG:targetes grogues, TV:targetes vermelles \| groga \| groga + groga \| groga + vermella \| vermella \| sanció \| lesió \| baixa \| | T:titular, S:surt, E:entra, ES:entra i surt, PJ:partits jugats, GM:gols marcats, GE:gols encaixats, TG:targetes grogues, TV:targetes vermelles \| groga \| groga + groga \| groga + vermella \| vermella \| sanció \| lesió \| baixa \| | T:titular, S:surt, E:entra, ES:entra i surt, PJ:partits jugats, GM:gols marcats, GE:gols encaixats, TG:targetes grogues, TV:targetes vermelles \| groga \| groga + groga \| groga + vermella \| vermella \| sanció \| lesió \| baixa \| | T:titular, S:surt, E:entra, ES:entra i surt, PJ:partits jugats, GM:gols marcats, GE:gols encaixats, TG:targetes grogues, TV:targetes vermelles \| groga \| groga + groga \| groga + vermella \| vermella \| sanció \| lesió \| baixa \| | T:titular, S:surt, E:entra, ES:entra i surt, PJ:partits jugats, GM:gols marcats, GE:gols encaixats, TG:targetes grogues, TV:targetes vermelles \| groga \| groga + groga \| groga + vermella \| vermella \| sanció \| lesió \| baixa \| | T:titular, S:surt, E:entra, ES:entra i surt, PJ:partits jugats, GM:gols marcats, GE:gols encaixats, TG:targetes grogues, TV:targetes vermelles \| groga \| groga + groga \| groga + vermella \| vermella \| sanció \| lesió \| baixa \| | T:titular, S:surt, E:entra, ES:entra i surt, PJ:partits jugats, GM:gols marcats, GE:gols encaixats, TG:targetes grogues, TV:targetes vermelles \| groga \| groga + groga \| groga + vermella \| vermella \| sanció \| lesió \| baixa \| | T:titular, S:surt, E:entra, ES:entra i surt, PJ:partits jugats, GM:gols marcats, GE:gols encaixats, TG:targetes grogues, TV:targetes vermelles \| groga \| groga + groga \| groga + vermella \| vermella \| sanció \| lesió \| baixa \| | T:titular, S:surt, E:entra, ES:entra i surt, PJ:partits jugats, GM:gols marcats, GE:gols encaixats, TG:targetes grogues, TV:targetes vermelles \| groga \| groga + groga \| groga + vermella \| vermella \| sanció \| lesió \| baixa \| | T:titular, S:surt, E:entra, ES:entra i surt, PJ:partits jugats, GM:gols marcats, GE:gols encaixats, TG:targetes grogues, TV:targetes vermelles \| groga \| groga + groga \| groga + vermella \| vermella \| sanció \| lesió \| baixa \| | T:titular, S:surt, E:entra, ES:entra i surt, PJ:partits jugats, GM:gols marcats, GE:gols encaixats, TG:targetes grogues, TV:targetes vermelles \| groga \| groga + groga \| groga + vermella \| vermella \| sanció \| lesió \| baixa \| | T:titular, S:surt, E:entra, ES:entra i surt, PJ:partits jugats, GM:gols marcats, GE:gols encaixats, TG:targetes grogues, TV:targetes vermelles \| groga \| groga + groga \| groga + vermella \| vermella \| sanció \| lesió \| baixa \| | T:titular, S:surt, E:entra, ES:entra i surt, PJ:partits jugats, GM:gols marcats, GE:gols encaixats, TG:targetes grogues, TV:targetes vermelles \| groga \| groga + groga \| groga + vermella \| vermella \| sanció \| lesió \| baixa \| | T:titular, S:surt, E:entra, ES:entra i surt, PJ:partits jugats, GM:gols marcats, GE:gols encaixats, TG:targetes grogues, TV:targetes vermelles \| groga \| groga + groga \| groga + vermella \| vermella \| sanció \| lesió \| baixa \| | T:titular, S:surt, E:entra, ES:entra i surt, PJ:partits jugats, GM:gols marcats, GE:gols encaixats, TG:targetes grogues, TV:targetes vermelles \| groga \| groga + groga \| groga + vermella \| vermella \| sanció \| lesió \| baixa \| | T:titular, S:surt, E:entra, ES:entra i surt, PJ:partits jugats, GM:gols marcats, GE:gols encaixats, TG:targetes grogues, TV:targetes vermelles \| groga \| groga + groga \| groga + vermella \| vermella \| sanció \| lesió \| baixa \| | T:titular, S:surt, E:entra, ES:entra i surt, PJ:partits jugats, GM:gols marcats, GE:gols encaixats, TG:targetes grogues, TV:targetes vermelles \| groga \| groga + groga \| groga + vermella \| vermella \| sanció \| lesió \| baixa \| | T:titular, S:surt, E:entra, ES:entra i surt, PJ:partits jugats, GM:gols marcats, GE:gols encaixats, TG:targetes grogues, TV:targetes vermelles \| groga \| groga + groga \| groga + vermella \| vermella \| sanció \| lesió \| baixa \| | T:titular, S:surt, E:entra, ES:entra i surt, PJ:partits jugats, GM:gols marcats, GE:gols encaixats, TG:targetes grogues, TV:targetes vermelles \| groga \| groga + groga \| groga + vermella \| vermella \| sanció \| lesió \| baixa \| | T:titular, S:surt, E:entra, ES:entra i surt, PJ:partits jugats, GM:gols marcats, GE:gols encaixats, TG:targetes grogues, TV:targetes vermelles \| groga \| groga + groga \| groga + vermella \| vermella \| sanció \| lesió \| baixa \| | T:titular, S:surt, E:entra, ES:entra i surt, PJ:partits jugats, GM:gols marcats, GE:gols encaixats, TG:targetes grogues, TV:targetes vermelles \| groga \| groga + groga \| groga + vermella \| vermella \| sanció \| lesió \| baixa \| | T:titular, S:surt, E:entra, ES:entra i surt, PJ:partits jugats, GM:gols marcats, GE:gols encaixats, TG:targetes grogues, TV:targetes vermelles \| groga \| groga + groga \| groga + vermella \| vermella \| sanció \| lesió \| baixa \| | T:titular, S:surt, E:entra, ES:entra i surt, PJ:partits jugats, GM:gols marcats, GE:gols encaixats, TG:targetes grogues, TV:targetes vermelles \| groga \| groga + groga \| groga + vermella \| vermella \| sanció \| lesió \| baixa \| | Totals          | Totals          | 58 | 36 | 133 | 8  |
| groga | groga + groga | groga + vermella | vermella | sanció | lesió | baixa | | | | | | | | | | | | | | | | | | | | | | | | | | | | | | |                 |                 |    |    |     |    |

Nota: els sumatoris només engloben les jornades de lliga regular i no inclouen la promoció d'ascens.

## Resultats i classificacions
| Amistosos |

| 7 agost 2014 | EC Granollers | (suspès) | Saint George FC | Les Franqueses del Vallès    |  |
| 20:30        |               |          |                 | Municipal de Corró d'Avall · |  |

| 10 agost 2014 | EC Granollers | 4 – 0                                            | CE Europa (juvenil)                                                                               | Granollers                                                                          |  |
| 19:00         | Babi 04' · Mario 72' · Mañosa 76' · Paitu 84' Joan · Edu Cosme, Bellavista, Sergi Valls, Aleix Béjar · Oriol Vila, Suárez · Peque, Babi, Almendros · Diego Novo | Mundo Deportivo EC Granollers CE Europa Acta FCF | Jaume Sergi, Alejandro, Gabino, Víctor Requena, Sasson, Ignasi, Marc Soto Àlex Soto, Marc Jiménez | Carrer Girona · Aleix Roig Antoja · Santiago Molina Manzano · Aarón Mancera Antón · |  |

| 13 agost 2014 | Cerdanyola del Vallès FC                                                                      | 0 – 2                                  | EC Granollers | Cerdanyola del Vallès                                                                                  |  |
| 20:00         | Avilés Fran Fuentes, Melo, Dani Zaragoza, Raúl Cuadras, Egaña Josu, Ramón, Silver Quim Solano | Mundo Deportivo EC Granollers Acta FCF | 53' 80' Diego Novo Cañadas · Sergi Valls, Suárez, Mario, Aleix Béjar · Oriol Vila, Mañosa · Edu Cosme, Àlex Gil, Almendros · Babi | La Bòbila · 150 espectadors · David Congost Larrosa · Marc Padrós Baciero · Miguel Enríquez Expósito · |  |

| 17 agost 2014 | CF Can Vidalet                                                                   | 0 – 0                                  | EC Granollers                                                                             | Esplugues de Llobregat                                                       |  |
| 18:00         | Albert Sergi, Giró, Jandro, César Patiño, Busi, Javi Moreno, Robert Víctor, Pere | Mundo Deportivo EC Granollers Acta FCF | Fuentes Villegas, Durán, Mario, Aleix Béjar Suárez, Oms Peque, Babi, Almendros Diego Novo | El Molí · Anniel González López · Joan Arriaga Pérez · Èdgar Boada Hidalgo · |  |

| 23 agost 2014 | CE Mataró | 3 – 1                                    | EC Granollers | Mataró                                            |  |
| 18:30         | Bustos 43' · Urbano 51' · Víctor 59' Joel · Luisito, Willy, Pintor, Antonio Pérez · Bustos, Parri, Jaume Gras, Ariño · Landi, Víctor | EC Granollers CE Mataró Capgròs Acta FCF | 27' Àlex Gil · Cañadas · Sergi Valls, Suárez, Mario, Bellavista · Oriol Vila, Durán, Mañosa · Àlex Gil, Babi, Oms | Passeig Carles Pedrós · Santiago Molina Manzano · |  |

| 24 agost 2014 | CE Llerona                                                                              | 0 – 2                  | EC Granollers | Llerona                                               |  |
| 18:00         | Ruiz Villegas, Pineda, Pedragosa, Castell Cabe, Sergio Novo, Pol, Ernest Sierra, España | EC Granollers Acta FCF | 70' Babi · 76' Edu Cosme Cañadas · Edu Cosme, Durán, Sergi Valls, Aleix Béjar · Oriol Vila, Mañosa, Oms · Àlex Gil, Babi, Almendros | Instal·lacions Parroquials · Sergio Martín Gallardo · |  |

| 30 agost 2014                  | EC Granollers                  | 4 – 0         | CF Montmeló UE | Montmeló                          |  |
| 20:30 IV Històrics V. Oriental | Rubén · Diego Novo · Almendros | EC Granollers |                | Municipal · Gerard Justo Romero · |  |

| 30 agost 2014                  | EC Granollers | 1 – 0         | FC Cardedeu | Montmeló                              |  |
| 21:30 IV Històrics V. Oriental | Rubén 19'     | EC Granollers |             | Municipal · Aitor Garrido Rodríguez · |  |

| 31 agost 2014                  | EC Granollers                                                                      | 6 – 3                           | CF Vilamajor                                   | Montmeló                          |  |
| 19:30 IV Històrics V. Oriental | Parera 04' (p.p.) · Mario 41' · Paitu 66' · Almendros 70' · Mañosa 72' · Mario 80' | EC Granollers CF Vilamajor VOTV | 07' (p.p.) Fuentes · 16' Xavi Lemos · 51' Pepe | Municipal · Jorge Pérez Jiménez · |  |

| Primera Catalana |

| 7 setembre 2014 | EC Granollers | 3 – 1                                  | CE Farners | Granollers                                                                                       |  |
| 12:00 Jornada 1 | Sergi Valls 32' · Oriol Vila 54' (p.) · Babi 90' Cañadas · Mario, Durán, Sergi Valls, Aleix Béjar · Oriol Vila, Suárez · Peque, Edu Cosme, Almendros · Rubén | Mundo Deportivo EC Granollers Acta FCF | 29' Marc Casas · Bartrina · Óscar Fernández, Massa, Varese, Pitu Riart · Marc Vila, Miquel Criado, Da Costa, Riki Solà · Marc Casas, Gerard Muñoz | Carrer Girona · José María Rodríguez Enrique · Alberto Hernández Ortiz · Cristian Blesa García · |  |

| 14 setembre 2014 | UA Horta | 1 – 3                                      | EC Granollers | Barri d'Horta                                                                                           |  |
| 12:00 Jornada 2  | Peque 45+4' (p.p.) · Álvaro · Pol, Pau, Genís, Marc Esteve · Joel, Iván Álvarez, Manel, Pablo · Alberto, Montilla | Mundo Deportivo BTV EC Granollers Acta FCF | 01' Peque · 62' (p.) Oriol Vila · 88' Lars Cañadas · Sergi Valls, Durán, Mario, Aleix Béjar · Oriol Vila, Suárez · Peque, Edu Cosme, Babi · Rubén | Feliu i Codina · 200 espectadors · David Rovira Campà · Xavier Carmona Mantas · Alberto Morales Núñez · |  |

| 21 setembre 2014 | EC Granollers | 1 – 0                    | UE Vic                                                                            | Granollers                                                                               |  |
| 12:00 Jornada 3  | Diego Novo 76' Cañadas · Edu Cosme, Durán, Mario, Aleix Béjar · Oriol Vila, Suárez · Peque, Rubén, Almendros · Babi | Mundo Deportivo Acta FCF | Franc Ramonet, Litus, Tena, Nil Coll Roca, Isma, Peque, Guillem Tuneu, Puigdesens | Carrer Girona · César Otal González · Eduard Figuerola Rodríguez · Bel Yamin El Baraka · |  |

| 27 setembre 2014 | CF Lloret | 2 – 1                                                          | EC Granollers | Lloret de Mar                                                                      |  |
| 17:00 Jornada 4  | Ángel 14' · Peke 62' Prado · Jordi Valls, Pol Gómez, Poderoso, Àlex Bertran · Lobo, Riky, Kutxo, Agi · Ángel, Peke | Mundo Deportivo EC Granollers CF Lloret 1 CF Lloret 2 Acta FCF | 88' Babi · Cañadas · Edu Cosme, Suárez, Mario, Aleix Béjar · Oriol Vila, Mañosa · Peque, Rubén, Almendros · Diego Novo | Municipal · Sergio Álvarez Ubric · Xavier Carmona Mantas · David Rodríguez Marín · |  |

| 5 octubre 2014  | CE Manresa                                                                                     | 0 – 1                                  | EC Granollers | Manresa                                                                           |  |
| 12:00 Jornada 5 | Moreno Sanse, Balboa, Solernou, Riki Enric Vallès, Germán Albert Criado, Kevin, Juancho Charly | Mundo Deportivo EC Granollers Acta FCF | 30' (p.) Oriol Vila Cañadas · Sergi Valls, Durán, Mario, Aleix Béjar · Oriol Vila, Àlex Gil · Peque, Edu Cosme, Almendros · Diego Novo | Nou Congost · Albert Piñol Bautista · Diego Ruedas Cuenca · Marc Machi Aragonés · |  |

| 12 octubre 2014 | EC Granollers | 1 – 1                    | Girona FC B | Granollers                                                                       |  |
| 12:00 Jornada 6 | Diego Novo 42' Cañadas · Sergi Valls, Durán, Mario, Aleix Béjar · Oriol Vila, Àlex Gil · Peque, Edu Cosme, Almendros · Diego Novo | Mundo Deportivo Acta FCF | 62' Vivi Quintanas · Adri, Bigas, Uri Vila, Gelmà · Vivi, Rovirola · Pau Morer, Serramitja, Escribano · Juanpi | Carrer Girona · Marc Padrós Baciero · Álvaro Tallón Silva · Sergi Jiménez Ruiz · |  |

| 19 octubre 2014 | CD Banyoles | 1 – 3                                  | EC Granollers | Banyoles                                                                  |  |
| 19:00 Jornada 7 | Adrià 91' (p.) · Ferran · Nil, Dani González, Dani Jiménez, Vilà · Ezequiel, Uri Pla, Pau Teixidor, Jordà · Adrià, Ignasi | Mundo Deportivo EC Granollers Acta FCF | 31' Edu Cosme · 55' Aleix Béjar · 63' Fajardo Cañadas · Pinadella, Durán, Sergi Valls, Aleix Béjar · Oriol Vila, Fajardo · Peque, Edu Cosme, Almendros · Diego Novo | Nou Estadi · Sergi Jacas Puig · Adrià Ferrer Onieva · Pedro Bailón Díaz · |  |

| 26 octubre 2014 | EC Granollers | 2 – 1                                               | CF Mollet UE                                                                                                  | Granollers                                                                                        |  |
| 12:00 Jornada 8 | Diego Novo 43' · Marc Reyes 89' (p.p.) Cañadas · Edu Cosme, Durán, Mario, Aleix Béjar · Oriol Vila, Héctor · Peque, Babi, Almendros · Diego Novo | Mundo Deportivo Esport del VO CF Mollet UE Acta FCF | 57' Brian · Pol Flores · Mur, Álex Ruiz, Marc Reyes, Parra · Cristian, Padilla · Arroyo, Peke, Brian · Hassen | Carrer Girona · 500 espectadors · David Rovira Campà · Sergio Juárez Plaza · Rubén Muñoz García · |  |

| 2 novembre 2014 | CE Júpiter                                                                             | 0 – 2                                      | EC Granollers | Sant Martí de Provençals                                                                                    |  |
| 12:00 Jornada 9 | Gabri Jordi, Edu, Santolalla, Poche Darbra, Casassa Kuku, Gueri, Casillas Xavi Torrent | Mundo Deportivo BTV EC Granollers Acta FCF | 22' 56' Àlex Gil Cañadas · Pinadella, Durán, Sergi Valls, Aleix Béjar · Edu Cosme, Oriol Vila, Héctor, Almendros · Diego Novo, Àlex Gil | La Verneda · 450 espectadors · Víctor García Verdura · Àlex Estivill Alberich · Juan José Cardenal Vargas · |  |

| 9 novembre 2014  | EC Granollers | 2 – 1                                                               | UE La Jonquera                                                                                                  | Granollers                                                                                 |  |
| 12:00 Jornada 10 | Oriol Vila 30' (p.) · Mario 68' Cañadas · Pinadella, Sergi Valls, Mario, Font · Oriol Vila, Héctor · Edu Cosme, Fajardo, Almendros · Diego Novo | Mundo Deportivo Esport del VO EC Granollers UE La Jonquera Acta FCF | 57' Toni Güell · Dani · Jesús Jiménez, Dani O, Mabil, Edile · Pol, Toni Güell, Toumani, Arjona · Teixi, Bassols | Carrer Girona · 300 espectadors · Martí Ferrer Font · Bilal Doudou · David Nadal de Dios · |  |

| 16 novembre 2014 | UE Sants | 2 – 0                                      | EC Granollers                                                                                      | Sants, Barcelona                                                                                       |  |
| 12:00 Jornada 11 | Felip 03' · Fabregat 83' Carlos · Fran, Castillo, Arbulu, Picolo · Samu, Aleix, Felip, Fabregat · Navarro, Gala | Mundo Deportivo BTV EC Granollers Acta FCF | Cañadas Pinadella, Sergi Valls, Mario, Font Mañosa, Héctor Àlex Gil, Fajardo, Almendros Diego Novo | Camp de l'Energia · Miguel Emeterio Martínez Baena · Miguel Ángel Rico Reverte · Héctor Rosco Férriz · |  |

| 23 novembre 2014 | EC Granollers | 7 – 0                                                | CD Montcada                                                                                     | Granollers                                                                       |  |
| 12:00 Jornada 12 | Mario 16' · Diego Novo 20' 26' 38' · Almendros 44' · Rubén 73' · Balcells 86' Cañadas · Pinadella, Durán, Mario, Font · Mañosa, Fajardo · Edu Cosme, Àlex Gil, Almendros · Diego Novo | Mundo Deportivo Esport del VO EC Granollers Acta FCF | Jaume Bracons Santi, Montero, Pacheco, Pepe Simón, Albert, Carlos Martínez, Zoba Baena, Marroco | Carrer Girona · Josep Faig Pijuan · Xavier Rubio Ponsatí · Eduardo Marasciuolo · |  |

| 30 novembre 2014 | FC L'Escala | 2 – 2                                  | EC Granollers | L'Escala                                                                        |  |
| 16:00 Jornada 13 | Botxi 45' (p.) · Casagran 81' Quesada · Ribas, Ricard, Jordi Mir, Botxi · Feixas, Salam, Serra, Muni · Nani, Casagran | Mundo Deportivo EC Granollers Acta FCF | 37' Edu Cosme · 60' Àlex Gil Cañadas · Pinadella, Durán, Mario, Aleix Béjar · Mañosa, Àlex Gil · Edu Cosme, Rubén, Almendros · Diego Novo | Municipal · Joan Ponce Moreno · David Giménez Izquierdo · Adrià Valls Sánchez · |  |

| 14 desembre 2014 | EC Granollers                                                                                       | 0 – 0                                  | UDA Gramenet                                                                                          | Granollers                                                                           |  |
| 12:30 Jornada 14 | Cañadas Pinadella, Durán, Mario, Font Oriol Vila, Fajardo Edu Cosme, Àlex Gil, Almendros Diego Novo | Mundo Deportivo EC Granollers Acta FCF | Joan Compte Edu Olmedo, Cardete, Barry, Yustos Yasser, Paulino, Pluvins, Segura Edu Ranchal, Canelada | Carrer Girona · Axel Marcelino Gracia · Cristian Sanjuán Ribas · Oriol Mujal Benet · |  |

| 20 desembre 2014 | CE Tecnofútbol                                                                                               | 1 – 2                    | EC Granollers | Barcelona                                                                         |  |
| 18:00 Jornada 15 | Castellanos 89' · Giancarlos · Serrano, Franco, Jaume, Josevi · Arturo, Matías · Caste, Arnau, Lucas · Mario | Mundo Deportivo Acta FCF | 61' (p.) Almendros · 69' Àlex Gil Cañadas · Pinadella, Durán, Sergi Valls, Font · Mario, Héctor · Àlex Gil, Edu Cosme, Almendros · Diego Novo | Can Dragó · Ibrahim El Abdi Zahnini · Abdelaziz Ajdir Lanti · Roger Giró Pujols · |  |

| 11 gener 2015    | EC Granollers | 2 – 1                                                | UD Molletense                                                                                                  | Granollers |  |
| 12:00 Jornada 16 | Fajardo 07' · Àlex Gil 45+3' Cañadas · Edu Cosme, Durán, Mario, Font · Oriol Vila, Héctor · Àlex Gil, Fajardo, Almendros · Diego Novo | Mundo Deportivo Esport del VO EC Granollers Acta FCF | 24' (p.) Néstor · Yamandu · Santi, Toni, Pou, Jairo · Jordi Fernández, Iborra · Fàbrega, Genís, Bruno · Néstor | Carrer Girona · 300 espectadors · Joel Gurrera Farnós · Leminyer Joseph Puentes Senán · Álex Ramírez García · |  |

| 17 gener 2015    | UE Avià                                                                                      | 1 – 1                    | EC Granollers | Avià                                                                                                |  |
| 16:00 Jornada 17 | Miki 57' Marc Coll · Pol, Toni, Boltor, Torres · Revilla, Gigi · Álex, Marcelo, Nugui · Miki | Mundo Deportivo Acta FCF | 24' Àlex Gil Cañadas · Pinadella, Sergi Valls, Mario, Font · Héctor, Fajardo · Edu Cosme, Àlex Gil, Almendros · Diego Novo | Alfons Gonfaus · Israel García Membrive · Ester Parramon Monerris · Sergi Manel Rimbau Guillaumes · |  |

| 24 gener 2015    | CE Farners | 2 – 1                    | EC Granollers | Santa Coloma de Farners                                                                  |  |
| 16:00 Jornada 18 | Marc Casas 04' · Da Costa 72' Bartrina · Massa, Varese, Pitu Riart, Joel · Miquel Criado, Carbó, Da Costa · Riki Solà, Marc Casas, Ivan García | Mundo Deportivo Acta FCF | 07' Àlex Gil · Cañadas · Mario, Durán, Suárez, Font · Oriol Vila, Héctor · Àlex Gil, Fajardo, Almendros · Edu Cosme | Municipal · César García Peñacoba · Victoria Petrova Borislavova · Anna Toneu Domènech · |  |

| 1 febrer 2015    | EC Granollers | 4 – 1                    | UA Horta | Granollers |  |
| 12:00 Jornada 19 | Àlex Gil 09' 20' 37' 40' Cañadas · Edu Cosme, Durán, Mario, Font · Mañosa, Héctor · Peque, Àlex Gil, Almendros · Diego Novo | Mundo Deportivo Acta FCF | 82' Estrada Álvaro · Andreu, Marc López, Marc Esteve, Uri Serra · Coll, Manel, Albert · Joel, Alberto, Miguelito | Carrer Girona · 500 espectadors · Francisco Javier Pazo Mora · Adrià Cortés Aparicio · Sergi Coll Camenforte · |  |

| 8 febrer 2015    | UE Vic                                                                         | 0 – 1                    | EC Granollers | Vic                                                                                 |  |
| 16:00 Jornada 20 | Franc Ramonet, Litus, Tena, Carmona Roca, Isma, Peque, Tuneu Rodri, Puigdesens | Mundo Deportivo Acta FCF | 82' Juanlu Cañadas · Edu Cosme, Suárez, Mario, Aleix Béjar · Mañosa, Héctor · Peque, Àlex Gil, Almendros · Diego Novo | Municipal · Marcos Fernández Quintero · Sergio García Cobos · Daniel Luque Ortuño · |  |

| 22 febrer 2015   | EC Granollers                                                                               | 0 – 0                              | CF Lloret                                                                              | Granollers                                                                                 |  |
| 12:00 Jornada 21 | Cañadas Pinadella, Bellavista, Mario, Font Mañosa, Suárez Peque, Fajardo, Juanlu Diego Novo | Mundo Deportivo CF Lloret Acta FCF | Rubén Jordi Valls, Pol Gómez, Poderoso, Sergio Lobo, Riky, Aparicio, Peti Narcís, Peke | Carrer Girona · David López Jiménez · Joan Ignasi Ros Martínez · Xavier Codina Casanovas · |  |

| 1 març 2015      | EC Granollers                                                                                    | 0 – 0                    | CE Manresa                                                                                      | Granollers                                                                         |  |
| 12:00 Jornada 22 | Fuentes Pinadella, Durán, Mario, Aleix Béjar Mañosa, Suárez Edu Cosme, Héctor, Juanlu Diego Novo | Mundo Deportivo Acta FCF | Moreno Moha, Solernou, Marc Gràcia Jhony, Enric Vallès, Germán, Sergi Soler, Riki Rebollo, Noah | Carrer Girona · Sergi Jacas Puig · Dídac Molina Peig · Juan José Cardenal Vargas · |  |

| 7 març 2015      | Girona FC B                                                                                | 0 – 1                    | EC Granollers | Salt |  |
| 16:00 Jornada 23 | Andrés Robert, Bigas, Eloi, Gelmà Uri Vila, Rovirola Pau Morer, Serramitja, Escribano Moha | Mundo Deportivo Acta FCF | 09' Bellavista Fuentes · Pinadella, Bellavista, Mario, Font · Mañosa, Suárez · Héctor, Juanlu, Fajardo · Diego Novo | Municipal · 300 espectadors · Jonathan Miguel Teruel · Gerard Farràs González · Lluís Espallargas Casellas · |  |

| 15 març 2015     | EC Granollers                                                                                                | 1 – 1                    | CD Banyoles                                                                                                  | Granollers                                                                                  |  |
| 12:00 Jornada 24 | Mañosa 19' Fuentes · Edu Cosme, Durán, Bellavista, Font · Mañosa, Suárez · Héctor, Juanlu, Fajardo · Estrada | Mundo Deportivo Acta FCF | 13' Adrià Aleix · Ibarra, Dani González, Dani Jiménez, Vilà · Tià, Rama, Pau Teixidor, Bayot · Adrià, Ignasi | Carrer Girona · Miguel Emeterio Martínez Baena · Eduardo Prats Poch · Sergio Alegre López · |  |

| 22 març 2015     | CF Mollet UE                                                                                                 | 1 – 1                                      | EC Granollers | Mollet del Vallès                                                                                           |  |
| 12:00 Jornada 25 | Peke 84' Pol Flores · Mur, Suli, Marc Reyes, Parra · Padilla, Lluís Tejero · Peke, Cristian, Collado · Brian | Mundo Deportivo CF Mollet UE VOTV Acta FCF | 48' (p.) Diego Novo Fuentes · Pinadella, Durán, Suárez, Font · Mañosa, Héctor · Edu Cosme, Estrada, Marc Vilà · Diego Novo | Germans Gonzalvo · 1000 espectadors · Adrià Picazo Hernández · David Franch Cabrerizo · Oriol Mujal Benet · |  |

| 29 març 2015     | EC Granollers | 2 – 2                                      | CE Júpiter | Granollers                                                                          |  |
| 12:00 Jornada 26 | Fajardo 44' · Juanlu 66' Aliaga · Sergi Valls, Bellavista, Durán, Aleix Béjar · Suárez, Héctor · Peque, Fajardo, Marc Vilà · Diego Novo | Mundo Deportivo Esport del VO BTV Acta FCF | 08' Prat · 86' Cañadilla Adri Buetas · Ignasi, Jordi, Poche, Jimmy · Darbra, Santolalla · Mechi, Gueri, Cañadilla · Prat | Carrer Girona · Sergi Carrero Romera · Rubén Ávalos Barrera · Sergi García Zamora · |  |

| 12 abril 2015    | UE La Jonquera | 1 – 2                                                | EC Granollers | La Jonquera                                                                                        |  |
| 17:00 Jornada 27 | Bassols 48' · José · Jesús Jiménez, Negre, Murga, Edile · Pol, Toni Güell, Ferran, Arjona · Carlos López, Bassols | Mundo Deportivo Esport del VO EC Granollers Acta FCF | 09' Juanlu · 53' Àlex Gil Fuentes · Edu Cosme, Durán, Bellavista, Aleix Béjar · Mañosa, Suárez · Peque, Àlex Gil, Marc Vilà · Juanlu | Les Forques · Ainara Andrea Acevedo Dudley · Adrià Monferrer Miralles · Joan Ignasi Ros Martínez · |  |

| 19 abril 2015    | EC Granollers | 1 – 1                                  | UE Sants                                                                                    | Granollers                                                                                    |  |
| 12:00 Jornada 28 | Juanlu 21' Fuentes · Edu Cosme, Suárez, Mario, Aleix Béjar · Mañosa, Héctor · Peque, Àlex Gil, Almendros · Juanlu | Mundo Deportivo EC Granollers Acta FCF | 01' Gala Carlos · Freixi, Fran, Alberto, Picolo · Molina, Aleix, Felip, Pau · Navarro, Gala | Carrer Girona · Enric Ponsatí Clavaguera · Samuel Hernández Ramos · Ester Parramon Monerris · |  |

| 26 abril 2015    | CD Montcada | 3 – 1                                         | EC Granollers | Montcada i Reixac                                                                    |  |
| 12:00 Jornada 29 | Pepe 43' 87' · Carlos Herrera 92' Jaume Bracons · Santi, Montero, Martín, Pacheco · Alberto, Carlos Martínez, Omar, Aitor · Pepe, Albert | Mundo Deportivo La Veu EC Granollers Acta FCF | 52' Bauli · Fuentes · Edu Cosme, Durán, Mario, Aleix Béjar · Oriol Vila, Àlex Gil · Peque, Almendros, Marc Vilà · Juanlu | La Ferreria · Eduardo Hernández Cacho · Ignasi Boscà Salvador · Blai Hermoso Torné · |  |

| 3 maig 2015      | EC Granollers | 1 – 1                                                      | FC L'Escala                                                                                                | Granollers                              |  |
| 12:00 Jornada 30 | Oriol Vila 65' (p.) Cañadas · Edu Cosme, Durán, Mario, Sergi Valls · Àlex Gil, Oriol Vila, Suárez, Almendros · Diego Novo, Juanlu | Mundo Deportivo Esport del VO Ara Granollers EC Granollers | 54' Jam Bustins · Ferrer, Jordi Mir, Botxi, Molinas · Nani, Carles Giménez, Jam, Nil · Sergi Ramírez, Muni | Carrer Girona · Daniel Galera Serrano · |  |

| 10 maig 2015     | UDA Gramenet | 2 – 3                                                 | EC Granollers | Sant Adrià de Besòs                                                            |  |
| 17:00 Jornada 31 | Edu Ranchal 19' 38' · Joan Compte · Sergio Pérez, Mario, Barry, Mendoza · Agus, Paulino, Pluvins · Canelada, Edu Ranchal, Guti | Mundo Deportivo Ara Granollers EC Granollers Acta FCF | 33' Durán · 48' Mario · 65' Suárez Cañadas · Edu Cosme, Durán, Mario, Font · Oriol Vila, Suárez · Peque, Àlex Gil, Almendros · Juanlu | Municipal · Albert Piñol Bautista · Víctor Mars Moreno · Marc Machi Aragonés · |  |

| 17 maig 2015     | EC Granollers | 4 – 2                                                               | CE Tecnofútbol | Granollers                                                                          |  |
| 12:00 Jornada 32 | Oriol Vila 02' (p.) · Edu Cosme 75' · Bauli 79' · Estrada 82' Cañadas · Sergi Valls, Durán, Bellavista, Font · Oriol Vila, Suárez · Edu Cosme, Àlex Gil, Almendros · Juanlu | Mundo Deportivo Esport del VO Ara Granollers EC Granollers Acta FCF | 26' (p.) Franco · 92' Brian · Giancarlos · Sebas, Franco, Mauro, Josevi · Arturo, Matías · Lamba, Arnau, Lucas · Fabià | Carrer Girona · Joan Ponce Moreno · David Flores Gibert · Guillem Mensa Moncunill · |  |

| 23 maig 2015     | UD Molletense | 2 – 0                                                               | EC Granollers                                                                                         | Mollet del Vallès                                                                                   |  |
| 19:00 Jornada 33 | Fàbrega 63' · Bruno 76' Yamandu · Jairo, Santi, Cano, Merlatti · Jordi Fernández, Ballesteros · Fàbrega, Xavi, Édgar · Bruno | Mundo Deportivo Esport del VO Ara Granollers EC Granollers Acta FCF | Cañadas Sergi Valls, Durán, Bellavista, Font Oriol Vila, Suárez Edu Cosme, Àlex Gil, Almendros Juanlu | Camp de la Zona Sur · César Otal González · David Ballesteros Mantecas · Joan Ignasi Ros Martínez · |  |

| 31 maig 2015     | EC Granollers | 2 – 2                                                 | UE Avià | Granollers                                                                                    |  |
| 12:00 Jornada 34 | Peque 04' · Estrada 07' Aliaga · Sergi Valls, Durán, Bellavista, Aleix Béjar · Mañosa, Mario · Peque, Fajardo, Bauli · Estrada | Mundo Deportivo Ara Granollers EC Granollers Acta FCF | 25' Marcelo · 83' (p.p.) Mario Porcel · Pol, Toni, Revilla, Torres · Enrich, Gigi · Álex, Marcelo, Pau · Miki | Carrer Girona · Alejandro Carrillo Vílchez · Daniel Luque Ortuño · Bernat Pedrol Vozmediano · |  |

| Posició | J  | G  | E  | P | GF | GC | DG | Punts |
| ------- | -- | -- | -- | - | -- | -- | -- | ----- |
| 2n      | 34 | 17 | 12 | 5 | 58 | 36 | 22 | 63    |

| Promoció d'ascens a Tercera Divisió |

| 7 juny 2015         | EC Granollers | 4 – 2                                                             | FC Santboià | Granollers |  |
| 19:00 Final - Anada | Àlex Gil 37' 84' · Suárez 63' · Bauli 80' Cañadas · Edu Cosme, Durán, Mario, Font · Oriol Vila, Suárez · Peque, Àlex Gil, Almendros · Juanlu | Mundo Deportivo Ara Granollers EC Granollers FC Santboià Acta FCF | 46' 72' Joel Martínez · Jaume Albert · Kilian, Jaime, León, Marc González · Libo, Dani Iglesias, Jota · Buba, Niko Kata, Joel Martínez | Carrer Girona · 1300 espectadors · Ibrahim El Abdi Zahnini · Abdelaziz Ajdir Lanti · Samuel Hernández Ramos · |  |

| 14 juny 2015          | FC Santboià | 1 – 2                                                             | EC Granollers | Sant Boi de Llobregat                                                                                |  |
| 18:00 Final - Tornada | Niko Kata 06' · Jaume Albert · Kilian, Dani Iglesias, León, Marc González · Luis, Omar, Jota · Buba, Niko Kata, Joel Martínez | Mundo Deportivo Ara Granollers EC Granollers FC Santboià Acta FCF | 29' Juanlu · 46' Edu Cosme · Cañadas · Sergi Valls, Suárez, Durán, Font · Oriol Vila, Héctor · Edu Cosme, Àlex Gil, Peque · Juanlu | Joan Baptista Milà · 2300 espectadors · Sergio Guijarro Álvarez · Baró López · Francesc Roca Molne · |  |